# 공전초등학교
공전초등학교는 대한민국 충청북도 제천시 봉양읍 의암로 345 (공전리)에 있었던 공립 초등학교이다.

## 연혁
- 1949년 10월 1일 봉양국민학교 공전분교장 개설
- 1955년 4월 1일 공전국민학교 분리
- 1983년 3월 1일 병설유치원 개원
- 1996년 3월 1일 공전초등학교로 개칭
- 1999년 9월 1일 폐교